# Боаси ле Боа
Боаси ле Боа (фр. Boissy-le-Bois) насеље је и општина у североисточној Француској у региону Пикардија, у департману Оаза која припада префектури Бове.
По подацима из 2011. године у општини је живело 191 становника, а густина насељености је износила 31,62 становника/km². Општина се простире на површини од 6,04 km². Налази се на средњој надморској висини од 101 метар (максималној 142 m, а минималној 83 m).

## Демографија
| 1962. | 1968. | 1975. | 1982. | 1990. | 1999. | 2011. |
| ----- | ----- | ----- | ----- | ----- | ----- | ----- |
| 87    | 106   | 103   | 130   | 137   | 166   | 191   |

График промене броја становника у току последњих година